# Tom Wright
Thomas Wills Wright (født 18. september 1957 i Croydon, England) er en britisk arkitekt, der primært er kendt for sit design af luksus-hotellet Burj al-Arab i Dubai, der er det fjerdehøjeste hotel i verden.

## Eksterne links
- Officiel hjemmeside for Tom Wright Design Arkiveret 20. juli 2012 hos  Wayback Machine